# Gynacantha interioris
Gynacantha interioris är en trollsländeart som beskrevs av Williamson 1923. Gynacantha interioris ingår i släktet Gynacantha och familjen mosaiktrollsländor. Inga underarter finns listade i Catalogue of Life.